# Pseudoligostigma punctissimalis
Pseudoligostigma punctissimalis là một loài bướm đêm trong họ Crambidae.